# Mariahilf (Wien)
Mariahilf ( [ˌmaʀiaˈhɪlf] ?) er den 6. af Wiens 23 bydele (bezirke). Bydelen ligger nær Wiens centrum og blev etableret som bezirk i 1850. Mariahilf er et tætbefolket byområde med mange beboelsesejendomme.
Mariahilf havde i 2007 29.523 indbyggere på et areal på 1,48 km².

## Placering
Mariahilf ligger sydvest for Innere Stadt. I nord udgør Mariahilfer Straße, Wiens mest betydningsfulde handelsgade, grænsen til Neubau. I den sydlige del af Mariahilf løber floden Wien og i vest findes Gürtelstrasse.